# Forcipomyia demeter
Forcipomyia demeter är en tvåvingeart som beskrevs av Debenham 1987. Forcipomyia demeter ingår i släktet Forcipomyia och familjen svidknott.
Artens utbredningsområde är Victoria i Australien. Inga underarter finns listade i Catalogue of Life.